# Fantasia (álbum de Gal Costa)
Fantasia é o 15° álbum de estúdio da cantora brasileira Gal Costa. O lançamento ocorreu em 9 de novembro de 1981 no Brasil, (e em Portugal em1983) pela gravadora Polygram/Philips.
A lista de faixas apresenta dez canções de diferentes gêneros musicais, tais como frevos, marchinhas, samba-exaltação e baladas, e regravações de sucessos da década de 1940, de consagrados compositores daquela época.
Entre os compositores destacam-se nomes conhecidos como David Nasser, Alcyr Pires Vermelho, Caetano Veloso, Djavan, Moraes Moreira e Abel Silva e Massa Real.
Para promovê-lo, dois compactos simples precederam o lançamento, a saber: "Festa do Interior" e "Meu Bem, Meu Mal", o primeiro ganhou um disco de ouro por mais de 100 mil cópias vendidas no Brasil.
Em 1981, Gal estreou uma série de shows no Canecão, no Rio de Janeiro, também intitulado Fantasia. O espetáculo foi ovacionado pelo público, porém sofreu com problemas técnicos, o que chamou a atenção da crítica que teceu resenhas desfavoráveis a cantora. Uma segunda turnê seria feita em 1982, intitulada Festa do Interior, que percorreu diversas cidades brasileiras, dessa vez com aclamação de público e crítica.
Comercialmente, o álbum tornou-se um dos maiores sucessos da carreira da cantora, com mais de 500 mil cópias vendidas no Brasil, o que rendeu um disco de platina.

## Produção e seleção de canções
As músicas foram arranjadas sob a competência do maestro Lincoln Olivetti e Gilson Peranzetta.
A lista de faixas apresenta dez canções de diferentes gêneros musicais, tais como frevos, marchinhas, samba-exaltação e baladas, e regravações de sucessos da década de 1940, de consagrados compositores daquela época.
Dois frevos foram gravados: um de Moraes Moreira com participação de Abel Silva e o outro de Caetano Veloso. A cantora também gravou "Faltando um Pedaço" e "Açaí" do cantor e compositor Djavan, que já havia gravado a última faixa citada, obtendo sucesso moderado nas rádios.
A faixa "Roda Baiana" é a primeira vez em que a cantora gravou uma música composta por Ivan Lins e Vitor Martins.
Em relação a marchinhas, Gal já tinha gravado anteriormente no estilo, com a canção "Balancê".
A crítica especializada em música elogiou o fato da cantora trazer para o público contemporâneo grandes sucessos de consagrados compositores da década de 40.
Onze anos depois do lançamento de Fantasia, a canção "Canta Brasil" foi utilizada como tema de abertura da novela Deus nos Acuda, de Sílvio de Abreu, exibida entre 1992 e 1993 na TV Globo.

## Lançamento e promoção
Antes do álbum ser lançado dois compactos simples o precederam, a saber: "Festa do Interior" e "Meu Bem, Meu Mal", o primeiro obteve ótima repercussão nas rádios e ganhou um disco de ouro por mais de 100 mil cópias vendidas no Brasil.
O lançamento do álbum ocorreu em 9 de novembro de 1981, no Brasil e segundo o jornal O Poti foi lançado em Portugal apenas em 1983.
A promoção contou com aparições em rádios brasileiras, algo que ela não fazia há um bom tempo, e com duas turnês: Fantasia e Festa do Interior.
O show "Fantasia"  foi inaugurado no Canecão, Rio de Janeiro, em julho de 1981. A direção coube a Guilherme Araújo e teve custo 12 milhões de cruzeiros. Os figurinos consistiam em três vestidos utilizados pela cantora, e confeccionados por Guilherme Guimarães, cada um deles representa uma das três partes do espetáculo: Dia, Noite e Sonho. O primeiro a ser utilizado foi um vestido amarelo de grande efeito cênico e um colante lembrando o estilo "rabo-de-peixe",  com um ombro só. O segundo foi um modelo bordado com lantejoulas azuis-escuras e estrelas prateadas aplicadas. Os show terminava com um vestido feitos em ondulantes paetês vermelho e ouro.
Segundo Wilson Cunha, da revista Manchete, a estreia contou com um número substancial de problemas, que iam desde a má qualidade do som que fez com que o conjunto abafasse a voz da cantora, a um microfone que quebrou no meio do show e a impediu de realizar um grand finale. Após um número substancial de críticas feitas por setores da imprensa o show foi reformulado por seu diretor, Guilherme Araújo.
Em Tel Aviv, Israel, o espetáculo foi apresentado durante três dias no Festival de Tel Aviv, incluindo na abertura do evento. Por tratar-se de um momento especial, ela adicionou a canção "Trem da Onze", que alcançou a primeira posição nas rádios do país, quatro anos antes. No Anhembi Parque cantou para um público de 120 mil pessoas.
A turnê Festa do Interior, passou por diversas cidades brasileiras e estrangeiras. A estreia ocorreu em 30 de janeiro de 1982, no Maracanãzinho, e foi assistida por mais de 25 mil pessoas na ocasião. 
A direção do show foi feita por Wally Salomão o mesmo que a dirigiu no show Fatal, de 1971, um dos maiores sucessos de sua carreira. Parte da seleção de músicas foi escolhida antes da cantora convidar Salomão para dirigi-la, e ele acrescentou novas ideias e músicas. A set list incluía sucessos radiofônicos de sua carreira, tais como: "Balancê", "Sebastiana", "Chuva, Suor e Cerveja", "Folhetim", "Força Estranha", "Meu Nome é Gal", juntos a seis músicas do Fantasia: "Meu Bem, Meu Mal", "Açaí", "Massa Real", "Tapete Mágico", "Canta Brasil", "Festa do Interior" e duas canções que não faziam parte de seu repertório: "Bem Me Quer, Mal Me Quer" de Rita Lee e "Vassourinha Elétrica" de Moraes Moreira.

## Recepção crítica
A crítica teceu elogios ao álbum, sobretudo a seleção das canções escolhidas e os dotes vocais e de interprete da cantora. Além disso, apareceu em listas de fim de ano que incluíam os destaques da indústria fonográfica em 1981, a saber|:
- O jornal Correio do Norte, de Santa Catarina, o considerou como o maior lançamento daquele ano.[19]
- O jornal Folha Regional de Caxias do Sul, o elegeu o melhor disco de 1981.[20]
- Jorge Segundo da revista O Cruzeiro o elegeu como o álbum do ano.[21]
- O jornal Diário da Manhã, de Pernambuco, o adicionou na lista "Os 10 melhores LP'S de 1981".[22]

## Desempenho comercial
Segundo o jornal O Pioneiro antes do lançamento, cem mil cópias foram vendidas graças aos pedidos antecipados dos lojistas. Com um mês disponível comercialmente, atingiu a marca de 250 mil cópias, o que garantiu um disco de platina. O mesmo jornal informou em sua edição de 6 de março de 1982, que até aquela data as vendas já tinham alcançado 400 mil cópias.
De acordo com o jornal Folha Popular, de 3 de setembro de 1982, o álbum tinha recebido um novo disco de platina por vendas superiores a 500 mil cópias, tornando-se o terceiro da discografia da cantora a atingir tal feito.

## Lista de faixas
- Créditos adaptados do encarte do álbum Fantasia, de 1981.[24]

| Lado 1 |                      |                                                         |         |  |
| N.º    | Título               | Compositor(es)                                          | Duração |  |
| 1.     | "Canta Brasil"       | David Nasser / Alcir Pires Vermelho                     | 3:12    |  |
| 2.     | "Meu Bem, Meu Mal""  | Caetano Veloso                                          | 3:24    |  |
| 3.     | "Roda Baiana"        | Ivan Lins / Vitor Martins                               | 5:01    |  |
| 4.     | "Faltando Um Pedaço" | Djavan                                                  | 3:40    |  |
| 5.     | "O Amor"             | Caetano Veloso / Ney Costa Santos / Vladimir Maiakovski | 3:37    |  |

| Lado 2 |                                                    |                             |         |  |
| N.º    | Título                                             | Compositor(es)              | Duração |  |
| 1.     | "Festa do Interior"                                | Moraes Moreira / Abel Silva | 3:18    |  |
| 2.     | "Açaí" (Participação Especial: Roupa Nova)         | Djavan                      | 3:07    |  |
| 3.     | "Tapete Mágico"                                    | Caetano Veloso              | 4:57    |  |
| 4.     | "Massa Real"                                       | Caetano Veloso              | 2:41    |  |
| 5.     | "Estrela, Estrela" (Participação Especial: Zéluiz) | Vitor Ramil                 | 2:17    |  |

## Créditos
Créditos adaptados do encarte do álbum Fantasia, de 1981.
- Gal Costa - voz
- Lincoln Olivetti - teclados
- Robson Jorge - guitarra e teclados
- Arthur Maia - baixo
- Paulo César Barros - baixo (Lado A Faixas 1,2,4 e Lado B Faixas 1 e 4)
- André Tandeta - bateria
- Gilson Peranzzetta - piano
- Octávio Burnier - guitarra e ovation
- Victor Biglione - guitarra e ovation
- Túlio Mourão - piano Yamaha
- Celso Porta Woltzenlogel - flautas
- Ricardo Pontes - flautas
- Braz Limonge Filho - oboé
- Chico Batera e Peninha - percussão
- Bidinho e Márcio Montarroyos - trumpetes
- Oberdan Magalhães - sax alto
- Zé Carlos - sax tenor
- Léo Gandelman - sax barítono
- Sergio Fernandes de Souza - trombone

Ficha técnica
- Produzido por Mariozinho Rocha
- Direção de produção: Mariozinho Rocha, Gal Costa e Guilherme Araujo
- Técnicos de gravação: Luigi Hoffer e Jairo Gualberto
- Técnico de mixagem: Luigi Hoffer
- Auxiliar de estúdio: Julinho, Charles e Carlinhos
- Layout: Lielzo Azambuja
- Produção gráfica: Edson Araujo
- Maquiagem: Guilherme Pereira
- Roupas: Markito

Arranjos
- Lincoln Olivetti (Meu bem, meu mal; Festa do interior e Massa real)
- Gilson Peranzzetta (Roda baiana; Faltando um pedaço; Tapete mágico e Estrela, estrela)
- Guto Graça Mello (Canta Brasil e O amor)

## Tabelas

### Tabelas anuais
| Tabela musical (1982) | Posição |
| --------------------- | ------- |
| Brasil (Nopem)        | 30      |

## Certificações e vendas
| Região                                                                                 | Certificação | Vendas certificadas |
| -------------------------------------------------------------------------------------- | ------------ | ------------------- |
| Brasil (PMB)                                                                           | Platina      | 500,000^            |
| *vendas baseadas apenas na certificação ^distribuições baseadas apenas na certificação |              |                     |